# Contrôle des espèces envahissantes

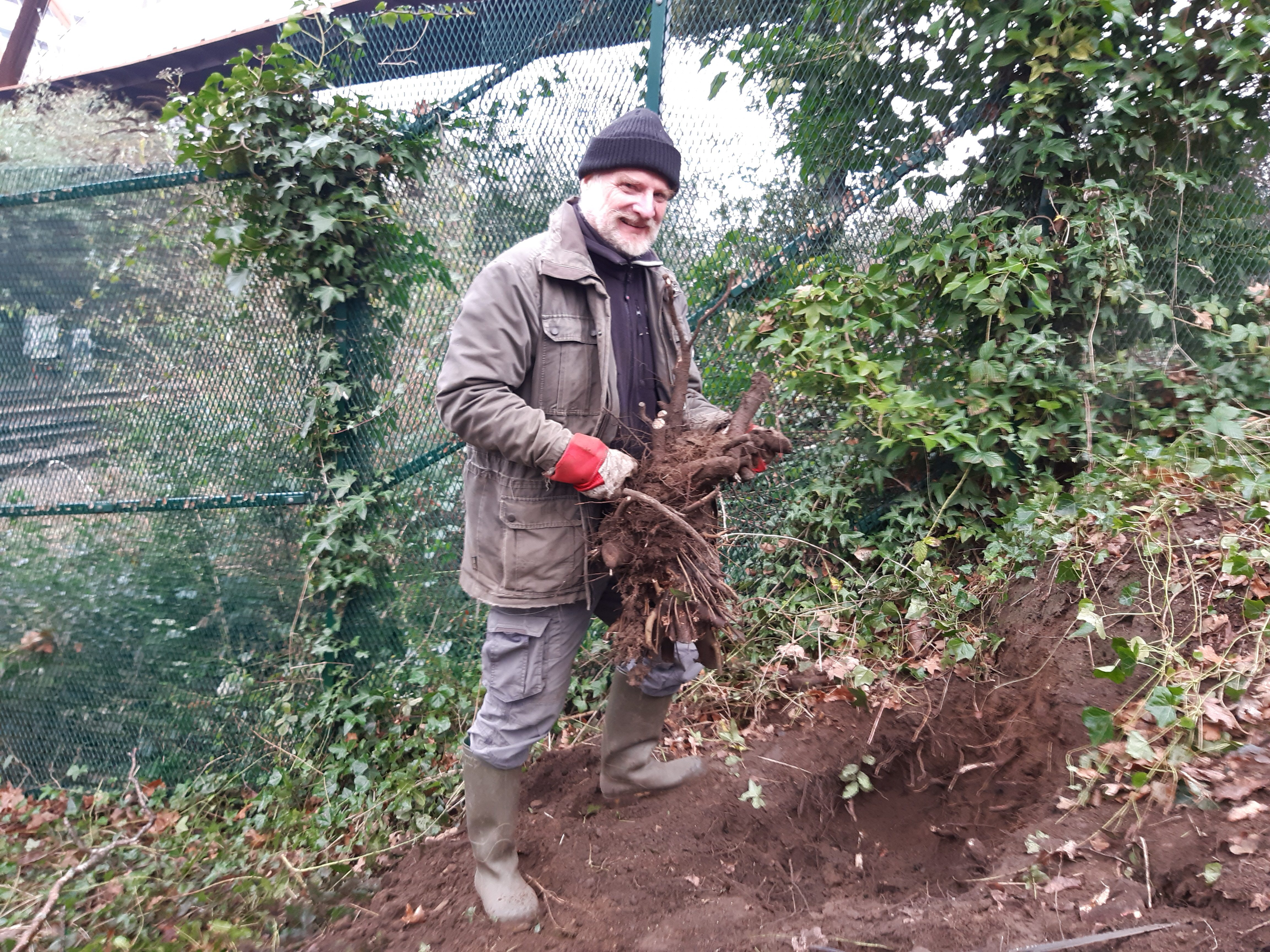
arrachage d'une souche de chêne vert, considérée comme espèce envahissante dans les îles britanniques.

Une espèce exotique est une espèce présente en dehors de son aire naturelle de répartition. Une espèce est caractérisée d’envahissante dès lors qu’elle devient un agent de perturbation dans le milieu où elle va s’établir. Une espèce envahissante est une espèce exotique envahissante ou « peste », c’est-à-dire une espèce proliférant sans l’action de l’homme, en dehors de son aire de distribution, au détriment d’espèces locales.
Elle se caractérise par une faculté de colonisation rapide d’une grande surface aboutissant à un peuplement monospécifique. Les espèces envahissantes peuvent remplacer les espèces natives par compétition pour la nourriture et autres ressources ou par prédation sur ces espèces. Un autre mécanisme engendrant un impact sur la biodiversité est l’hybridation entre une espèce envahissante et une espèce native qui peut conduire à la perte d’adaptations génétiques locales d’espèces natives.
Les invasions biologiques par des espèces envahissantes sont l’une des menaces les plus importantes agissant sur la biodiversité. D’après l’Union internationale pour la Conservation de la Nature (UICN), l’introduction de ces espèces cause ou est susceptible de causer des impacts environnementaux, économiques ou sanitaires.
Au niveau environnemental, les conséquences peuvent être profondes, allant de gros changements au niveau de l’écosystème jusqu’à l’extinction d’espèces indigènes. Elles sont considérées comme la deuxième cause d’extinction des espèces au niveau mondial, après la destruction de l’habitat.
Les espèces envahissantes ont des conséquences socio-économiques pour l’homme. Elles peuvent engendrer, dans certains cas, des pertes économiques, il y a des coûts pour limiter les impacts sur l’environnement, ainsi que pour réparer les dommages causés au niveau de différents secteurs d’activité tels que l’agriculture, l’aquaculture, etc. Il peut aussi y avoir un impact économique indirect lié à l’impact sanitaire, aux coûts des traitements car certaines espèces envahissantes peuvent agir comme vecteurs de maladies.
Le terme de « contrôle » des espèces envahissantes est ici pris au sens large, c'est-à-dire l’ensemble des mesures possibles ayant pour but de protéger les écosystèmes des invasions biologiques via la réduction, voire l’élimination des espèces non natives d’un milieu.
Pour lutter contre les invasions biologiques, il est possible d’intervenir à différents stades, sur différents aspects de l’envahissement. La prévention s’applique à éviter l’introduction de l’espèce, alors que lorsqu'elle est établie dans le milieu étudié, on utilisera d'autres moyens d'action. On se concentre alors sur la détection de l’espèce, puis sur le contrôle de sa croissance et de sa propagation.

## Histoire des invasions
La plupart des introductions de nouvelles espèces de plantes ou d’animaux par l’homme résultent de la colonisation de nouveaux habitats et des transports.
En effet, du début du XVe siècle au début du XVIIe siècle, ont eu lieu les Grandes découvertes, les Européens ont exploré le monde. Puis, au milieu du XIXe siècle, les puissances coloniales européennes se le sont répartis, ce qui a entraîné l’installation de nombreux Européens outre-mer. Les différents groupes culturels amenèrent leurs propres animaux domestiques et plantes mais découvrirent également des espèces qu’ils jugeaient intéressantes pour l’Europe, ceci entraîna une multiplication des échanges internationaux. La transformation des paysages et les activités humaines en général, ont encore plus accentué la dispersion des espèces et parfois favorisé leur prolifération.
En l’absence de leurs ennemis originels ou de mécanismes de régulation, certaines espèces ont pu se multiplier aux dépens des espèces indigènes impliquant une perte de la biodiversité. La plus grande partie de cette perte se produit sur les îles, où les espèces indigènes ont souvent évolué en absence de compétition, d’herbivorie, de parasitisme ou de prédation. En conséquence, les espèces introduites se développent dans des écosystèmes insulaires optimaux. L’introduction de carnivores représente par exemple une grande menace pour les oiseaux incapables de voler ou nichant au sol, on peut distinguer le rat du pacifique Rattus exulans ou kiore qui a été introduit au XIXe siècle et ciblait ces oiseaux. Dans de nombreux endroits, de nouveaux herbivores ont fait reculer la végétation autochtone. Comme les îles sont caractérisées par un taux élevé d’endémisme, les populations impactées correspondent souvent à des sous-espèces locales ou même des espèces uniques.
Les espèces envahissantes peuvent aussi être introduites non intentionnellement. Par la connexion de systèmes fluviaux ou de certaines mers qui furent séparées pendant de longues périodes ou encore la connexion de continents. L’isthme de Panama qui s’est formé il y a 3 millions d’années au Pliocène en donne un exemple. À cette époque, l’Amérique du Nord était peuplée par des placentaires, tandis qu’il s’agissait de marsupiaux en Amérique du Sud. La communication terrestre réalisée par l’isthme a permis aux placentaires d’entrer en compétition avec les marsupiaux ce qui a engendré leur extinction. 
Les transports maritimes à l’échelle mondiale ont aussi provoqué des introductions non intentionnelles. Avec leurs eaux de ballast, des échanges d’espèces furent possibles, permettant la dissémination d’espèces potentiellement envahissantes, capables de repousser les espèces locales.
Grâce à la migration humaine et le commerce, le nombre d’espèces colonisant de nouveaux habitats a augmenté de plusieurs ordres de grandeurs dans les deux derniers siècles. Il y a donc la nécessité de coopération entre États pour prévenir les effets néfastes des espèces exotiques envahissantes sur les écosystèmes.

## Prévention
Le phénomène d'invasion est régi par trois principaux facteurs : le nombre d'individus initialement introduits, les caractéristiques de l'espèce envahissante et la sensibilité de l'environnement à l'invasion. Le premier facteur sur lequel agir est donc de limiter l’introduction. Pour cela, des politiques de régulations strictes sont mises en place par les pays. Elles reposent en général sur trois axes, une fois la liste des espèces suspectes établie :

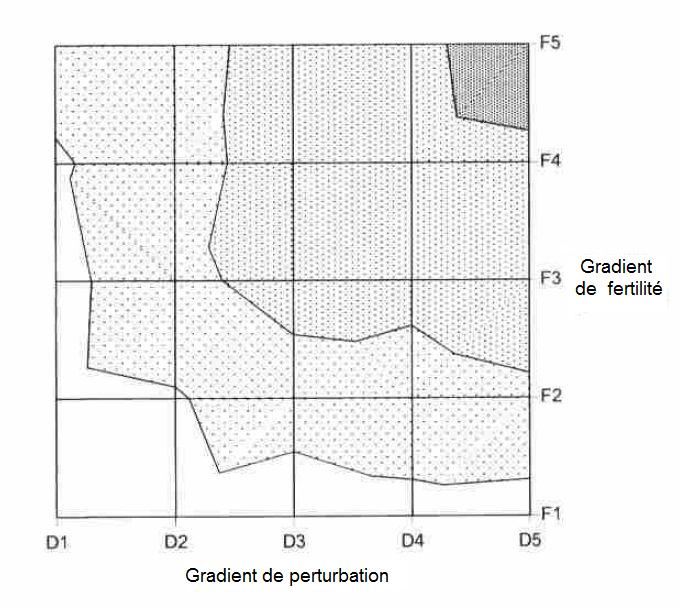
L'étude réalisée chez 54 espèces végétales montre que l’invasion est favorisée par l’utilisation d’engrais qui augmente les ressources pour les espèces envahissantes, et par la perturbation qui réduit l’assimilation des ressources pour les espèces natives. L’intensité du gris est proportionnelle à la force de l’invasion.

- limiter les introductions accidentelles, via l’interception aux douanes des produits circulants (qu’ils soient commerciaux ou privés) susceptibles de véhiculer l’espèce (graines, œufs d’insectes, micro-organismes…), ou des moyens de transports eux-mêmes (navires de pêche, navires marchands, automobiles, etc.) ;
- traiter les produits, véhicules et matériaux d’emballage ou de conditionnement, par application de techniques biocides et stérilisantes ;
- sanctionner le non-respect de la législation sur le transport et la mise en danger de la vie humaine, animale, végétale et microbienne (notamment dans le cadre du World Trade Organisation – Sanitary and Phytosanitary Agreement).

Reste cependant le problème des introductions dues aux transports illégaux tels que la contrebande, qui constituent une voie privilégiée pour l’entrée d’espèces potentiellement envahissantes sur les territoires.
Si la prévention de l’introduction est le meilleur moyen de limiter l’augmentation de nouvelles invasions, il est indispensable de le coupler à d’autres méthodes de contrôle : son efficacité n’est pas suffisante pour apporter une solution définitive, car les voies d’entrées sont très nombreuses. Elles sont également parfois inattendues, comme le montre par exemple le cas de l’envahissement de la flore indigène de Patagonie par un gazon d’origine anglaise, introduit au début du vingtième siècle par le biais de dons de bienfaisance encouragés par les missionnaires envoyés en Terre de Feu : des graines de ce gazon avaient été retrouvées sous la semelle d’une paire de chaussures des donateurs.
Il est cependant souvent plus difficile d’identifier la voie d’entrée que de la sécuriser. Ainsi, les eaux de ballast contenues dans des réservoirs, servant à faciliter la navigation en stabilisant le bateau, constituent par exemple une voie de transport importante pour les pestes (à l’origine notamment de l’introduction de la moule zébrée en Australie) : les réservoirs sont remplis à un endroit puis vidés à un autre, en fonction des besoins du navigateur. Remplacées par grand tubes ouverts plutôt que des réservoirs clos, la fonction de stabilisation est maintenue, en évitant le transport d’eau d’un milieu à un autre.(cf figure: 'intensité des invasions')
La prédiction est d’autant plus problématique que les espèces envahissantes ont une large gamme de possibilités concernant leur niche écologique et s’adaptent souvent à des variations abiotiques relativement importantes. Il faut donc très bien connaitre l’espèce pour pouvoir extrapoler sur son caractère potentiellement envahissant : on se focalise donc en priorité sur les espèces que l’on sait être envahissantes ailleurs.
Certains paramètres ont cependant été déterminés comme définissant une sensibilité à l’invasion. Ainsi, un environnement bénéficiant d’une forte richesse en espèces, c'est-à-dire une biodiversité importante, amène à un risque moindre d’invasion, car les espèces étant nombreuses et différentes, leurs besoins nécessiteront pour être satisfaits d'une plus large gamme de ressources de l’environnement dans lequel elles évoluent. Il y aura alors une moindre opportunité de ressources non utilisées (donc plus accessibles pour une nouvelle espèce venue s’implanter dans le milieu) et d’autant plus de compétition entre les espèces, ce qui rendra l’écosystème peu favorable pour une invasion. Plusieurs études s’accordent à dire que le moyen le plus fiable de prédiction de l’invasibilité d’un endroit (sa propension à être sujet à l’invasion) est sa disponibilité en ressources et les perturbations qui y sont associées. Plus l’environnement est soumis à des fluctuations de l’accès aux ressources, plus le risque d’invasion est grand, car les espèces résidentes conservent la même vitesse de consommation de ces ressources ; ainsi les espèces non natives profitent de cette baisse de compétition pour s’établir dans le milieu.

## Gestion d'espèces envahissantes au moyen d'un modèle matriciel
La gestion d’une espèce envahissante nécessite la compréhension de la dynamique de la population de cette espèce. Un premier outil d'étude est le modèle matriciel de population.

### Le modèle matriciel
Un modèle matriciel de population s'écrit :
où N représente la population à un temps t ou t+1 et M est la matrice de transition.
Pour déterminer la matrice M, on peut schématiser la structure de la population à l’aide d’un cycle de vie. Le cycle de vie est l'ensemble des changements développementaux à travers lequel passe un organisme depuis sa conception en tant que zygote jusqu'au stade mature où il peut produire à son tour des zygotes. Il est schématisé par des compartiments qui représentent les différents stades et des flèches représentant les transferts d’individus entre les stades. La matrice de transition décrit quant à elle la survie de chaque stade au stade suivant ainsi que la fécondité des individus de chaque stade qui contribue à enrichir le premier. Elle permet d'accéder également au taux de croissance. La population d’une espèce envahissante a un taux de croissance supérieur à 1 puisqu'elle tend à envahir le système.
Le but du modèle matriciel dans le cas présenté ici est donc de réduire le taux de croissance de la population pour qu’il soit inférieur à 1. Il s’agit alors d’identifier les paramètres qui affectent fortement le taux de croissance. Pour cela, on va avoir recours à des indicateurs appelés élasticités.

### L'élasticité
L’élasticité représente la variation du taux de croissance lorsque l’on modifie un des coefficients de la matrice de transition. On modifie soit la survie soit la fécondité.
La formule de l'élasticité :
où {\displaystyle {\lambda }} représente le taux de croissance et p le paramètre de survie.
Par conséquent, un coefficient nul aura une élasticité nulle.On utilise l’élasticité de chaque élément de la matrice pour déterminer sa contribution dans le taux de croissance. Ainsi les paramètres qui lorsqu’ils sont modifiés influent de manière significative sur le taux de croissance en le diminuant sont les paramètres sur lesquels il est judicieux de travailler pour contrôler l’espèce envahissante.
Voir un exemple.

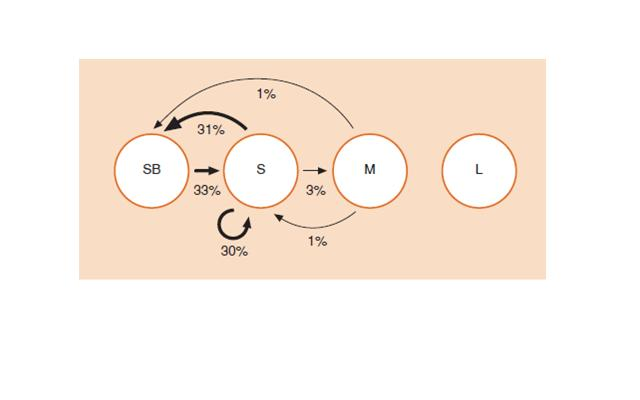
Les élasticités du cycle de vie du Chardon penché(Carduus nutans).

L’élasticité de chaque coefficient de la matrice va être calculée en pourcentage. Il faut déterminer les phases du cycle de vie qui doit être au centre de nos efforts.  Les coefficients qui ont la valeur d’élasticité la plus élevée vont représenter les paramètres qui affectent le plus le taux de croissance lorsqu'ils sont modifiés. Le but est donc de trouver une stratégie qui va affecter ces paramètres pour faire diminuer le taux de croissance à une valeur inférieure à 1 pour contrôler l’espèce envahissante.
Nous considérons une population envahissante de Chardon penché (Carduus nutans) composée de 4 classes de taille, SB pour le stade semence, S pour les plantes de petite taille, M pour les plantes de taille moyenne et L pour les plantes de grande taille. Nous décrivons la dynamique de cette population à l’aide d’un cycle de vie.

Il est observé à l’issue des calculs de l’élasticité que la survie et la reproduction des jeunes plantes étaient beaucoup plus importante pour le taux de croissance de la population (61 %) que les plantes d’âge plus avancé (voir la figure).
La stratégie adoptée est donc d’ajouter un prédateur de graines, un coléoptère Rhinocyllus conicus. L’objectif est de diminuer le taux de croissance pour qu’il soit inférieur à 1 pour cela le pourcentage de prédation de graines a été de 49 % alors qu’il devait atteindre 61 %. Ce programme de gestion n’a eu qu’un effet limité.

## Détection et importance de la détection précoce
Si l’introduction n’a pas pu être empêchée, l’espèce est alors arrivée dans le milieu. Il faut alors se tourner vers la détection de celle-ci dans l’aire géographique cible pour pouvoir prendre des mesures contre sa propagation.

On veut commencer le contrôle tôt lors de la période de latence, lorsque l’espèce n’est pas encore envahissante mais en phase de le devenir. Si on attend trop longtemps, l’éradication totale de l’espèce ne sera plus envisageable car la population aura déjà commencé à croitre et on ne pourra plus essayer de contrôler sa croissance.
En plus d’équipes de personnes formées à la détection, on encourage le grand public (promeneurs, associations botaniques...) à signaler la présence d’individus d'espèces facilement détectables (mammifères, plantes de grande taille, espèces à caractéristiques visibles…), en particulier dans les zones clés identifiées, telles que les zones proches de points d’entrée ou les zones de haute valeur en biodiversité.

## Les stratégies de contrôle stricto sensu
NB. L'un des plus importants taxons concernant les invasions biologiques sur les îles  concerne les mammifères.
Parmi les espèces de mammifères  envahissants, les rats, les chats, les chèvres, les lapins, les cochons et autres, sont les espèces qui créent le plus de dégâts sur les écosystèmes insulaires. Le cas des invasions de mammifères sur les îles est donc très caractéristique et sera souvent utilisé comme référence pour cette partie.

### Les stratégies
Une fois l’espèce détectée, plusieurs stratégies sont possibles : l’éradication, la limitation géographique ou exclusion, et  le contrôle abiotique ou biologique c'est-à-dire le contrôle au sens d’atténuation. Ces trois stratégies visent à réduire le nombre d’animaux des espèces envahissantes concernées.
- L’exclusion est une solution locale, qui consiste à délimiter une zone  géographique à partir de laquelle les espèces exotiques seront absentes. Cela revient à  l’isoler, la réduire suffisamment pour qu’elle ne présente pas de danger majeur pour les populations natives.
- Le contrôle au sens d’atténuation est la réduction de la taille de la population, jusqu'à des  niveaux acceptables en termes écologiques et/ou économiques. Une telle stratégie d'élimination implique une action constante ou répétée pour garder la population à faible densité après la première réduction. Cette stratégie est plus facilement réalisable en pratique qu’une totale éradication, mais ses gains sont temporaires.

Dans le cas des mammifères ravageurs, nombre d’entre eux ont une densité dépendance avec un fort taux de  reproduction à basse densité, ce qui conduit à des taux de récupération plus rapide pour les populations contrôlées. Par exemple, après la réduction  de 80 % de la taille d’une population de chèvres, la population retrouva sa taille initiale dans les 4 ans qui suivirent. Le temps de doublement d'une population de chèvres contrôlée étant d'environ 20 mois.
- L'éradication est  l'élimination complète de tous les individus de la population jusqu'au dernier individu reproducteur. Cette stratégie peut être aussi une réduction de la densité de population en dessous des niveaux durables. Elle est généralement la meilleure stratégie pour les îles ou pour les petites populations, mais est souvent limitée par ses forts coûts logistiques et économiques. Bien souvent, étant la plus radicale, donc attirante aux yeux des pouvoirs politiques et du public, elle est lancée et ne donne pas de résultats, ce qui augmente considérablement le coût général de la lutte contre l’espèce[4].

### L’éradication par l’effet Allee et la dynamique stochastique
L’éradication de 100 % de la population de l’espèce envahissante est bien souvent impossible.
Une étude propose alors une alternative à cette technique. On peut réussir à contrôler une espèce envahissante à l’aide de deux processus, lorsque cette dernière a une faible densité : il s’agit de la dynamique stochastique et de l’effet Allee. 
Il existe deux types de stochasticités : 
- la stochasticité démographique qui est la variance du taux de croissance, est liée à l’incertitude dans la survie et la reproduction (paramètre ayant un fort effet sur les populations à faible densité) ;
- la stochasticité environnementale qui est la variance dans le taux de croissance de tous les individus de la population, est liée aux variations de l’environnement d’une année sur l’autre.

Ces deux effets peuvent mener à l’extinction d’une espèce dont la population a une faible densité.
L’effet Allee est un phénomène de densité dépendance positif, décrit sur des populations à faible 
densité mais qu’on peut appliquer à des populations plus grandes. En effet, de nombreux mécanismes tels que la consanguinité, la coopération, ou encore le fait de ne pas trouver de partenaires peuvent provoquer ce type de densité dépendance.

#### Modélisation pour les espèces envahissantes
Ce modèle s’applique principalement pour des populations à reproduction sexuée.
D’après le modèle de Verhulst, l’effet Allee :
où rt est la variation de densité en fonction du temps, x est la densité de population, y est le taux de croissance intrinsèque, K représente la capacité de charge et C la taille limite de population viable.
Or  pour une  population à très faible densité x(t)<<K donc x(t)/k est environ égal à 0 : 
Il faut prendre en compte l'effet de la stochasticité environnementale dans l'équation ε : 

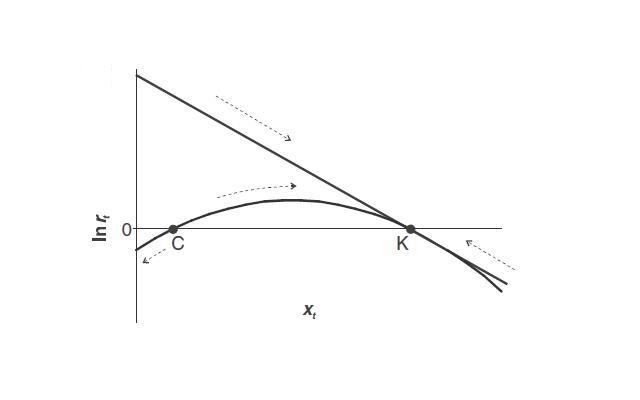
Figure 1 : Modèle logistique et effet Allee. (Les flèches indiquent les mouvements de populations entre les équilibres.)

K est un équilibre stable qui va permettre la stabilisation de la population. L’équilibre C est au contraire  un équilibre instable. En absence de stochasticité environnementale si N<C, la population va s'éteindre par l'effet Allee. Si N>C, la population tend vers K (voir la figure 1).

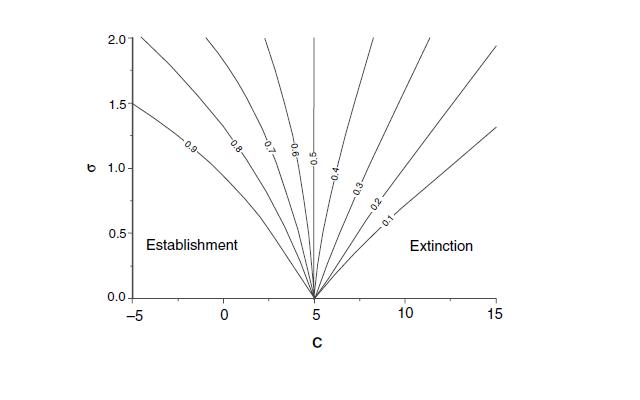
Figure 2 : Entre stabilisation et extinction : simulation des probabilités d'établissement de la population, plusieurs générations après introduction de l'espèce dans le milieu, selon des niveaux variables de seuils d'extinction.

On réalise une simulation à partir de la dernière équation dans laquelle on a intégré l’effet de l’environnement sur 20 générations (voir figure 2).
On peut observer sur le graphique décrivant la stochasticité en fonction de la taille limite de population viable que :
lorsque la densité initiale est inférieure à C, la taille limite de population viable, la stochasticité a tendance à augmenter la probabilité de stabilisation de l'espèce envahissante dans la population. 
À l’inverse, lorsque la densité initiale est supérieure à C, la stochasticité a tendance à diminuer la probabilité que la population envahissante se stabilise.

##### Cas du bombyx

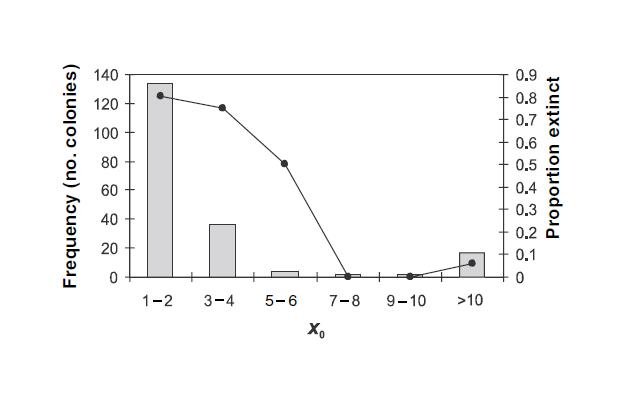
Fig 3 : La distribution de fréquence de la taille des colonies de la population initiale de bombyx (histogramme) et la proportion des colonies qui se sont éteintes dans leur première année (en ligne).

On observe la fréquence de colonie de bombyx et la proportion d'extinction en fonction de la densité d'individus dans les colonies.
On constate que :

une population isolée à très faible densité ne demande pas de programme d'éradication, il y aura extinction sans que l'on intervienne.

une population de moyenne abondance nécessite un seul programme d'éradication qui va provoquer au moins 80 % de mortalité ainsi l'année suivante il y aura extinction.
Par contre si la population est trop élevée, l'éradication sera difficile et demande l'utilisation d'autres méthodes.

#### La généralisation du modèle
Ce modèle est applicable à toutes les populations à reproduction sexuée puisqu'elles sont soumises à la stochasticité, ainsi que pour la plupart également à l’effet Allee. Ce modèle ne peut donc pas être appliqué aux plantes à multiplication végétative.
Il doit cependant être adapté aux caractéristiques du cycle de vie de l’espèce considérée.
Selon ce modèle, il est donc possible d’éradiquer une espèce envahissante sans éliminer 100 % de la population, ce qui est souvent un objectif irréalisable. Généralement, on peut  seulement éradiquer une fraction de la population envahissante, ce qui permet de la maintenir sous le seuil de la taille limite de population viable. 
L’extinction étant un processus stochastique, il est impératif de voir l’éradication comme un moyen d’augmenter la probabilité de l’extinction de la population envahissante.
Ce modèle doit être appliqué à un moment bien choisi, car la population ne doit pas être trop importante. C’est également ce qui constitue la limite de ce modèle, car la détection d’une population envahissante lorsqu’elle est à faible densité, n’est pas une tâche aisée.
Il est donc important avant d’appliquer cette stratégie de déterminer si sa réalisation est possible et non idéaliste. Il faut également s’attendre à des dommages collatéraux sur les autres espèces, natives notamment, et donc anticiper ses coûts en termes d’impact sur les populations à protéger.
Dans le cas où le site n’a pas une forte probabilité d’invasions répétées, l'éradication devrait être mise en œuvre une seule fois, contrairement au contrôle par atténuation.

L’éradication peut être initialement plus chère, mais sera plus rentable car son issue est permanente.
De même, moins d'animaux devront être tués  lors d'une campagne d'éradication que lors d’atténuations sur le long terme. C’est donc une stratégie éthiquement plus acceptable selon les militants pour les droits des animaux.

### Les méthodes
Il existe deux principaux types de contrôle : traditionnel et biologique. Chaque méthode présente ses avantages et ses inconvénients, elles dépendent de l’espèce à contrôler et sont souvent mieux adaptées  pour une espèce donnée par rapport à une autre. La meilleure stratégie est généralement de combiner plusieurs méthodes. Le succès à long terme d’une stratégie dépend d’un support solide, c’est-à dire un appui financier, un engagement personnel et le soutien du public ainsi que d’autres domaines.

#### Les méthodes traditionnelles[4]

##### Les clôtures
Cette méthode est la plus appropriée lorsque la zone à contrôler est trop grande pour un programme d’éradication ou lorsqu’un troupeau ne peut être totalement éradiqué. Cette solution est très efficace pour contrôler les mammifères de grandes tailles tels que les ongulés.
Les clôtures sont également utilisées pour exclure les petits mammifères de petite taille, tels que les renards, chats, lapins ou rats. Dans ce cas-là, cette méthode sera utilisée avec d’autres méthodes de contrôle afin de supprimer totalement les espèces indésirables de la zone clôturée.

##### L’abattage
Les grands animaux (terrestres et aquatiques) étant plus visibles, ils sont donc plus facilement abattables. La chasse et la pêche ont toujours été utilisées pour réguler la taille de populations de certaines espèces présentes sur un site. Ces activités présentent un aspect économique (prix de la viande) ainsi qu’un aspect récréatif.
Inconvénient :
Le principal inconvénient de cette méthode est le manque d'accessibilité, comme dans le cas de plusieurs îles océaniques, ce qui rend coûteux et logistiquement difficile le maintien des populations. Mais si le problème d’accessibilité est traité, et que des moyens logistiques sont déployés (exemple : hélicoptères), cette méthode reste alors très efficace pour éradiquer totalement une population de grands individus.
Une autre méthode ingénieuse peut être utilisée, il s’agit de la méthode de  la "chèvre Judas", comme son nom l’indique elle est particulièrement utilisée pour éradiquer des troupeaux de chèvres. Cette technique consiste à introduire dans la zone à contrôler, une femelle en chaleur appelée "chèvre Judas" qui aura été préalablement équipée d’un collier émetteur. Les chèvres sont des animaux grégaires, c’est-à-dire qu’elles vivent et évoluent en groupe. Ainsi la "chèvre Judas" n’aura aucune difficulté à trouver des groupes isolés et via le signal radio émis par son collier, elle sera facilement localisée par les chasseurs, ce qui leur permettra d’atteindre le groupe à pied ou par hélicoptère. Cette femelle sera épargnée, afin qu’elle puisse être réutilisée dans d’autres campagnes d’abattages. Dans le cas où la « chèvre Judas »  est retrouvée seule, la population est considérée comme éliminée.

##### Le piégeage
Le piégeage a été historiquement utilisé pour les mammifères de taille moyenne, tels que les petits carnivores  (exemple : mangoustes) et rongeurs de grande taille. Étant donné qu’il est plus difficile de les abattre, et que leur fourrure et viande sont souvent convoitées, le piégeage s’avère être une technique adaptée.
Cette méthode vise seulement à réduire la population, et ne permet pas une éradication lorsqu’elle est utilisée seule. Certains pièges sont dits sélectifs puisqu’ils peuvent  être conçus pour exclure ou réduire les captures accidentelles d'animaux indigènes.
Les méthodes de contrôle basées sur le piégeage et sur le poison sont très semblables, du fait qu’elles ont généralement besoin de couvrir une surface importante et de développer des appâts attrayants.
Inconvénient :
Cependant, les pièges peuvent être d'une utilité limitée si la population est trop grande, si les animaux sont méfiants face aux pièges ou si la zone à contrôler est trop grande et difficilement accessible.

##### Chimiques: Empoisonnement/Herbicides/Pesticides
L'empoisonnement est une autre méthode de contrôle pour les espèces envahissantes .
Les programmes d'empoisonnement sur ces espèces  tentent de ne pas tuer les espèces non-envahissantes et utilisent donc des poisons ciblés sur les espèces nuisibles.
Néanmoins, l’utilisation d’herbicides pour les plantes n'est pas spécifique, elle s’accompagne souvent de coupes régulières pour épuiser les ressources racinaires. Pour les insectes ou escargots, l’utilisation de pesticides est souvent combiné de pièges à phéromones et/ ou de leur retrait à la main.
Inconvénients:
Cet objectif est difficilement réalisable lorsque les espèces indigènes et exotiques sont proches au niveau taxonomique et écologique. L’impact d’empoisonnement sur les espèces indigènes peut donc être très important. Le taux de  pertes sur les espèces indigènes via empoisonnement ou  via la présence d’espèces exotiques doit donc être impérativement évalué.  La recherche suggère que la présence des espèces nuisibles causerait plus de pertes que l’empoisonnement.En effet, les espèces natives récupéreraient rapidement lorsque la pression exercée par les espèces nuisibles est levée.
Il est courant que l’empoisonnement des espèces non-ciblées soit inévitable. Pour y remédier, les programmes d’éradication sont souvent conçus de manière que les espèces indigènes soient réintroduites après que les espèces envahissantes aient été éliminées. Il est aussi possible de capturer les espèces endémiques à risque afin de les protéger du poison durant le programme d’éradication, puis de les réintroduire lorsque la population envahissante est supprimée et que le poison soit retiré ou dégradé.
Beaucoup d'efforts sont consacrés au développement d’appâts qui n'attirent pas les espèces non-ciblées.
Plusieurs toxines sont couramment utilisées pour le contrôle de petits mammifères introduits  principalement en Australie et en Nouvelle-Zélande tels que le  fluoroacétate de sodium (ou 1080) , le pindone, le cholécalciférol, le brodifacoum, le cyanure ou encore la strychnine .
Certaines sont rapidement dégradables par l’activité microbienne dans les appâts, l’eau et le sol mais peuvent rester toxiques pour des espèces non-ciblées, c’est le cas de 1080. 
À l’inverse, certaines toxines telles que la brodifacoum  présentent une grande persistance, de par leur accumulation dans les tissus des vertébrés, leur insolubilité dans l’eau et leur lente dégradation par l’activité microbienne. Cependant leur toxicité pour les espèces non ciblées serait plus faible.
Une autre limite de cette méthode pose problème. En effet, l’utilisation de ces toxines peut aussi rendre des espèces extrêmement résistantes. Il est ainsi possible lors d’opérations d’empoisonnement sur un site, que d’autres espèces nuisibles soient présentes et survivent au poison qui ne leur était pas destiné ; ce à quoi elles pourraient développer une résistance. Il est donc indispensable de trouver des stratégies par empoisonnement qui soient valables à moyen et à long terme.

##### Avantages et inconvénients des méthodes traditionnelles
Malgré une efficacité accrue, les méthodes traditionnelles restent logistiquement difficiles. Elles sont coûteuses en matériel, en main-d’œuvre et en temps ; elles présentent généralement peu de spécificité. Cela a conduit plusieurs gestionnaires de la biodiversité à rechercher des stratégies alternatives, parmi lesquelles les méthodes biologiques ont un potentiel intéressant.

#### Les méthodes biologiques
La lutte biologique est le contrôle des espèces nuisibles par des ennemis naturels ou synthèses naturelles qui vont diminuer le taux de reproduction ou le taux de  survie des espèces ciblées. Plusieurs types d'ennemis naturels sont utilisés dans ce contexte, mais les prédateurs et agents pathogènes ont historiquement été le plus utilisé pour les mammifères.

##### La diminution de la survie des espèces envahissantes
La  principale stratégie de contrôle biologique est l'introduction d’ennemis naturels des espèces ciblées, donc l’utilisation du réseau trophique, afin de diminuer le taux de survie de l'espèce ciblée.
Le parasitisme, la prédation et la compétition sont les trois processus possibles.

###### Utilisation du  parasitisme
Le parasitisme  le plus utilisé pour les mammifères nuisibles est l’usage de microparasites (virus et bactéries). Concernant l’introduction d'agents pathogènes, l'exemple le plus connu est myxomavirus, introduit en Australie et sur plusieurs îles voisines pour contrôler les populations de lapins.
Il est parfois nécessaire de combiner contrôle biologique avec contrôle traditionnel pour éliminer totalement une population.

###### Utilisation de prédateurs: le contrôle top-down
Il s’agit d’introduire dans le milieu des prédateurs de l’espèce envahissante cible afin d’en réduire la population via une augmentation de la pression de prédation. 
Pour choisir l’espèce de prédateur, il est indispensable de mesurer :
- sa capacité de destruction dans les conditions originales : dommages directs et indirects, phénologie des attaques, comportement nutritif, etc.
- la pertinence en tant qu’organisme contrôle : facilité de culture, spécificité des parasites, etc.
- l’efficacité potentielle dans l’aire d’introduction : par rapport à l’efficacité, histoire de colonisation, etc. Il est néanmoins difficile d’estimer comment va se comporter  l’espèce dans son nouveau  milieu.

Bien souvent, la lutte biologique par l'introduction de prédateurs est un échec pour les mammifères mais peut être efficace pour d’autres taxons, en particulier les végétaux. Par exemple la présence de  mangoustes ou de chats domestiques sur la plupart des îles n’a en rien contrôlé la taille des populations de rongeurs, de lapins ou de serpents.
La plupart du temps, les mammifères prédateurs ignorent la proie cible et se tournent préférentiellement vers des proies indigènes qui sont souvent plus faciles à localiser et à tuer parce qu'elles ont évolué en absence de prédateurs terrestres.
En général, le top down est préconisé comme la solution « classique » aux espèces envahissantes. En conséquence, on augmente le nombre de nouveaux organismes contrôles, et donc les risques d’une nouvelle invasion ainsi que la complexité du problème. Ces vingt dernières années, le nombre d'espèces contrôle a augmenté plus vite que le nombre d'espèces cibles.
Afin d’utiliser un nombre restreint de prédateurs, il est donc préférable d’en introduire un nombre moindre et d’ajouter des espèces compétitrices pour les ressources ainsi que de déterminer le moment du cycle de vie où la cible est la plus vulnérable. On combine ainsi le top down et la stratégie dite du bottom up qui est la limitation des ressources par compétition.

###### Utilisation de compétiteurs: le contrôle bottom-up
Il est possible d’introduire des espèces connues pour être meilleures compétitrices que l’espèce  à contrôler. Les individus compétiteurs peuvent être dans certains cas préalablement stérilisés afin qu’il n’y ait pas de nouvelle invasion.

###### Manipulation de l'habitat
On peut également considérer une action directe sur l'habitat de l'espèce cible, en le réduisant (brûlage contrôlé) ou en augmentant l'habitat de l'espèce native (construction de refuges, restauration des conditions originales...).
Il est aussi possible d’introduire des individus d’une population déjà adaptée à la coexistence avec l’espèce non native (un pathogène, un parasite, etc.), pour stimuler la coévolution et l’adaptation des individus « naïfs » de la population à protéger. Le but est d’augmenter la tolérance des natifs plutôt que l’éradication des envahissants.

##### La diminution de la reproduction des espèces exotiques
La recherche a consacré beaucoup d’efforts pour  mettre au point des techniques d’abaissement de la fertilité des espèces de mammifères.

###### Immunocontraception
Dans l’optique d'augmenter  le taux de mortalité, le processus d'immunocontraception  vise à réduire les taux de natalité, en amenant le système immunitaire d’un individu à attaquer ses propres cellules reproductrices, ce qui conduit à la stérilité.
Le principe consiste à infecter des individus avec une protéine dérivée, provenant des couches folliculaires qui va activer la production d'anticorps contre ses propres gamètes, bloquant ainsi la fécondation .
Ceci dépend de la taille de l'animal et du niveau de contrôle désiré pour la population ciblée.
L’infection est réalisée par injection pour les grands mammifères ou par appât pour les petits carnivores.
L'infection par vecteurs vivants regroupe de nouvelles méthodes qui  permettent d’infecter l’individu de virus, bactéries ou macroparasites  via des vecteurs vivants.
Par exemple, l’immunocontraception  par vecteur–virus (VVIC) utilise un virus spécifique à l'espèce, qui est diffusé via un vaccin dans une population de l’espèce ciblée.
Cela consiste à placer le gène codant la protéine de la reproduction dans le génome du virus.

Cette technique est principalement utilisée pour les rongeurs et les petits herbivores mais pourrait également être très efficace pour les petits carnivores.
Le contrôle par VVIC présente de nombreux avantages par rapport aux méthodes traditionnelles.

VVIC n’entraîne pas de souffrance pour l’animal, cette méthode est donc plus susceptible d’être acceptée par le grand public, les comités d'éthique et les organisations pour les droits des animaux.

Contrairement au contrôle chimique, cette méthode est moins nocive pour l'environnement.
Le vecteur recombiné se dissémine seul et peut être utilisé pour contrôler de grandes surfaces, même si l'accessibilité est limitée ; de plus, son coût est minime par rapport aux méthodes traditionnelles.
Inconvénients :
Le principal inconvénient de cette méthode est l’irréversibilité du processus une fois, le vecteur  libéré.

De plus, l’hôte peut développer une résistance contre le virus. Le temps de réponse via cette méthode est lent pour obtenir les résultats définitifs. On rencontre également une faible acceptation par le public pour la libération d'organismes génétiquement modifiés dans la nature.

##### Avantages et inconvénients des méthodes biologiques
La  lutte biologique présente plusieurs avantages tels qu’une bonne spécificité et une plus grande efficacité car elle se base sur une auto-diffusion. Elle est efficace  pour les  grandes surfaces à faible accessibilité ou à faible densité.
Cependant, les méthodes par introduction d’ennemis naturels présentent un inconvénient majeur, puisque certaines espèces utilisées pour lutter contre des espèces nuisibles ont une faible spécificité. La plupart des tentatives  pour introduire des ennemis naturels ont échoué.

Certains ennemis sont eux-mêmes devenus des individus envahissants, ou ont consommé d’autres proies, les rendant ainsi menacées. On note également un manque de contrôle après introduction des ennemis naturels, ce qui peut nuire à l’efficacité du programme exécuté.

Il est aussi difficile de prévoir réellement la façon dont vont interagir  les espèces introduites dans leur nouvel environnement.
Si un système d'auto-diffusion ne fonctionne pas correctement, il est alors compliqué de gérer ses impacts.
En termes d’éthique, l’utilisation de certains pathogènes fait débat puisque ces derniers peuvent entraîner une souffrance de l’animal avant sa mort ; cela peut aussi influer la sécurité d’autres espèces, notamment l’espèce humaine. La coévolution hôte-pathogène et l’évolution de la course aux armements de l’hôte ou de l’agent pathogène peut entraîner la perte de capacité de l’ennemi naturel à éliminer totalement la population d’accueil.
Chaque méthode présente des  inconvénients spécifiques et chaque cas d’invasion doit être géré avec un plan d’action adapté et spécifique. Généralement, la stratégie la  plus appropriée est l’utilisation simultanée de méthodes  de contrôles biologique, chimique et mécanique.

### Définition d’un programme réussi
Bien souvent, les espèces introduites auront eu un impact quantitatif sur les espèces avec lesquelles elles interagissaient, et à la suite de leur élimination, les processus écologiques naturels ramèneront les espèces indigènes qui interagissent, à leur ancien équilibre. On peut alors parler d’un programme réussi.
Une étape indispensable dans la lutte contre les espèces envahissantes est la surveillance (ou monitoring en anglais), pour laquelle il faut prédéterminer le niveau de restauration de l'écosystème auquel on veut arriver. Il faut aussi mesurer l’évolution depuis le point de départ et déterminer si on tend vers le niveau espéré. La réussite ne se mesure pas en nombre d’individus tués/éliminés de l’espèce envahissante mais en nombre d'individus de l’espèce envahissante qui restent encore dans le milieu.
Cependant, un programme de contrôle parvenant à l’élimination complète d’une espèce cible ne peut pas forcément être qualifié de « succès ». L’élimination d’une espèce envahissante n’est pas toujours suffisante pour rétablir l’écosystème puisqu’elle peut lui infliger des dommages irréversibles, entrainant des dysfonctionnements au sein de celui-ci.
Des changements imprévus peuvent ainsi survenir après la suppression soudaine des espèces envahissantes, ce qui nécessitera d’autres actions de restauration telle que la réintroduction d’espèces. Soit les populations d’une source potentielle sont trop éloignées ce qui empêche une recolonisation naturelle rapide des espèces indigènes. Soit l’habitat est tellement dégradé que sa régénération ne sera jamais assez rapide pour éviter l’effondrement de l’ensemble des communautés. Soit l’espèce envahissante a modifié les conditions biotiques ou abiotiques, son retrait soudain ne peut donc pas faciliter le retour aux anciens états d’équilibre.
Compte tenu des nombreuses et complexes interactions entre les espèces présentes au sein d’un site, il est difficile de prédire l'issue de l'élimination des espèces clés, tel qu’un top-prédateur. Afin d’éviter une catastrophe écologique, il est donc indispensable de procéder à une étude avant contrôle, ainsi qu’à une bonne préparation avant de commencer l'éradication d'une espèce exotique envahissante, d'où l'importance du développement de la modélisation pour mieux prévoir. Il est aussi crucial d’établir un suivi de l'écosystème après éradication afin d’évaluer son succès et empêcher une nouvelle invasion.
Malheureusement, il y a encore aujourd’hui, beaucoup de cas où l’élimination  de l’espèce envahissante rend l’espèce protégée encore plus à risque.

## Importance économique du contrôle des espèces envahissantes: modèle d’optimisation
Les espèces envahissantes sont doublement néfastes car elles causent des dégâts environnementaux qui, pour être limités et traités, impliquent des pertes économiques.

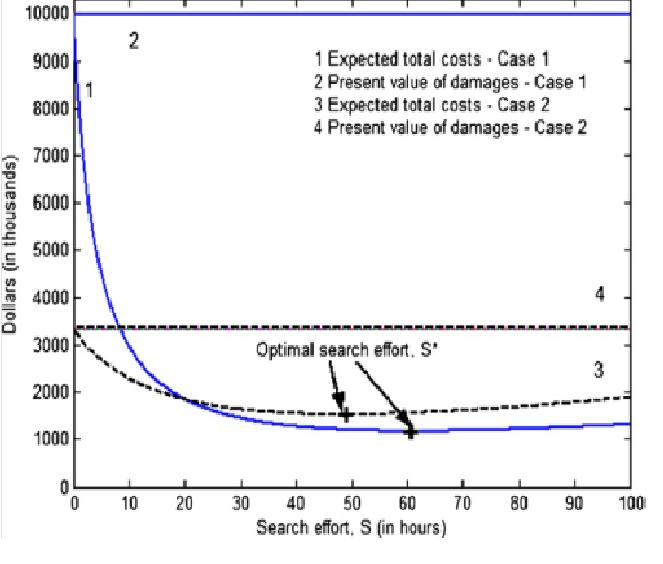
Cas 1 : taux de croissance élevé. Cas 2 : taux de croissance bas.Représentation des coûts (dollars) en fonction de l’effort de recherche (heures). La courbe bleue (1) représente les coûts de la recherche attendus dans le cas 1, cas d’une espèce très destructive. La ligne bleue (2) indique la valeur des dommages si aucune recherche n’est entreprise : l’intervention améliore toujours la situation; on a donc une large gamme d’efforts possibles, plus ou moins intensifs. Les coûts totaux attendus pour le cas 2, avec recherche (courbe en pointillés (3)), sont similaires au cas 1, bien que la valeur de la recherche optimale soit moindre.La valeur des dommages (droite en pointillés (4)) est plus faible dans le cas 2.

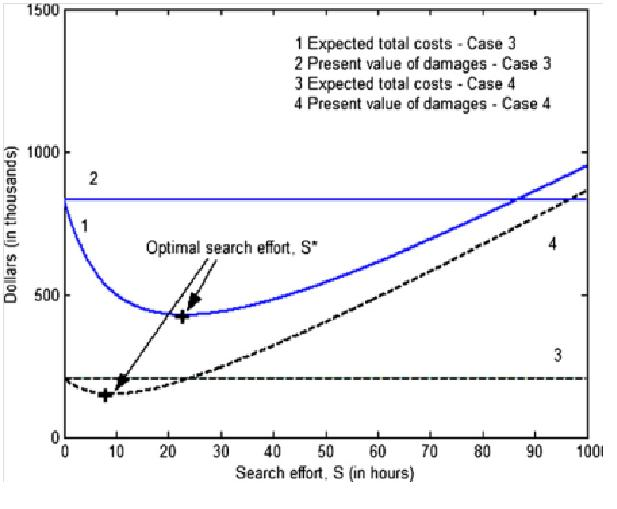
Cas 3 : taux de croissance faible. Cas 4 : taille de la population initiale faible.Représentation des coûts (dollars) en fonction de l’effort de recherche (heures).De faibles dommages et un faible taux de croissance conduisent à un faible effort de recherche. L’effort optimal pour le cas 4 est proche de l’abandon d’intervention, ce dû à la taille réduite de la population initiale.

Un paramètre non négligeable dans la lutte contre les espèces envahissantes est l’investissement qui y est consacré, en termes de temps et de moyens financiers. Le problème de l’invasion  étant lui-même intimement lié à des facteurs économiques (commerce, voyage, transport, tourisme…), sa résolution nécessite de pouvoir s’adapter à chaque situation particulière, afin d’adopter une stratégie qui réponde au mieux aux possibilités et ressources des institutions chargées d'effectuer ce contrôle.
C’est pourquoi il existe différents modèles d’optimisation entre l’impact économique et l’efficacité de la stratégie. On distingue trois stades de l'invasion, parmi ceux précédemment décrits, sur lesquels il est possible d'agir : empêcher l’introduction des espèces à risque, détecter leur présence dans l’aire étudiée, et contrôler la population de l’espèce déjà envahissante.
La pratique montre qu’empêcher l’introduction est très difficile, du fait des très nombreuses voies par lesquelles les espèces peuvent  s’implanter dans le milieu. De plus, le risque qu’une espèce devienne envahissante est mathématiquement faible. Il est donc plus intéressant de chercher à détecter les nouvelles espèces envahissantes, et de contrôler leur population, en jouant idéalement, sur ces deux aspects à la fois, plutôt que d’essayer d’éviter l’introduction d’espèces susceptibles de devenir envahissantes.
Tout d’abord, plus on détecte l’espèce envahissante tôt, c’est-à-dire lorsque la population est de taille réduite, plus les dégâts qu’elle aura causé sur l’écosystème seront faibles. Il semble donc plus avantageux d’attribuer des moyens importants pour la détection. Cependant, il faut considérer que plus la population est  petite, moins les dégâts qui traduisent sa présence sont visibles, l’espèce passe donc plus facilement inaperçue. De même, la structure de la population, qu’elle soit dispersée ou concentrée, joue sur sa détection.
Le meilleur compromis réside dans le fait de changer de stratégie au cours du temps, selon l’évolution de la population à contrôler.
Le modèle s’envisage de la manière suivante :

À t = 0, début de la stratégie de contrôle, on investit un maximum dans l’effort de recherche, pour augmenter les chances de trouver l’espèce à un stade précoce.
Si l’espèce est bien présente dans la zone étudiée, on finit par la détecter. À partir de ce moment, l’investissement est redirigé vers le contrôle post-détection.
L’efficacité de l’effort de recherche est dépendante des techniques et du matériel disponible. De même, il faut considérer que le taux de croissance est propre à chaque population, on ne peut pas savoir avec certitude dès t=0 comment celle-ci va évoluer, d’autant que la taille de la population initiale reste également inconnue.  La variabilité de ces paramètres rappelle qu’il est nécessaire de réactualiser le modèle durant l’application de la stratégie, afin de correspondre au mieux aux caractéristiques de la population. (cf figures : 'Cas types')
Il est important d’envisager la possibilité que l’intervention ne soit pas justifiée, d'un point de vue économique et/ou écologique : on peut, à partir des modèles d’application, évaluer les coûts du contrôle ainsi que les dommages causés durant un stade particulier de la stratégie. Si les coûts sont supérieurs aux dommages, l’action entreprise contre l’espèce envahissante est une perte d’investissement, mieux vaut donc abandonner l’intervention.
De la même manière, cet abandon est légitime lorsque le taux de croissance de la population à risque est inférieur au taux d’abaissement des coûts, c'est-à-dire que l’augmentation de la population est moins importante que la diminution du coût d’une étape (résultant d’une bonne efficacité à l’étape précédente).

## La limite liée au contrôle des espèces envahissantes
La gestion des espèces envahissantes peut dans certains cas endommager les espèces natives.Des études montrent que les espèces natives ne peuvent pas se rétablir après les dégâts causés par la stratégie de lutte contre les espèces envahissantes. Particulièrement lorsque la population native est d’une taille nettement inférieure à la population envahissante. Les indigènes resteront sensibles à la stochasticité démographique et à la perturbation tant qu’ils sont rares. 
De plus quand on commence la gestion d’une espèce envahissante, elle est le plus souvent au dernier stade de son invasion. Une intervention peut augmenter les chances que l’espèce s’échappe ailleurs et qu’elle envahisse de nouveau. 
Il est donc préférable dans certains cas de ne pas essayer de contrôler les espèces envahissantes.